# María Guadalupe Guzmán Tirado
Pour les articles homonymes, voir Guzmán.
María Guadalupe Guzmán Tirado, née à Cuba, le 19 janvier 1952, est une infectiologue et virologue cubaine spécialiste des arbovirus. En 2022 elle reçoit le Prix L'Oréal-UNESCO pour les femmes et la science pour son travail sur le traitement, la prévention et la pathogénèse de la dengue.

## Biographie
Enfant, elle veut être astronome et se passionne pour la recherche. En 1970, elle commence à étudier les mathématiques à l'université, mais après deux mois, elle comprend que ce n'est pas pour elle et décide de se réorienter. Elle part donc en médecine qui est son seul choix de réorientation possible. Elle étudie à l'Institut des sciences de bases et précliniques Victoria de Giron à La Havane (fondé par Fidel Castro pour arrêter l'exode des professionnels de la santé cubains vers les États-Unis). Dès le début, elle s'intéresse à la recherche. Une fois  son diplôme obtenu, elle se spécialise en virologie.
En 1980, elle entre à l'Institut de Médecine Tropicale Pedro Kouri, de La Havane où elle est responsable du laboratoire dédié aux arbovirus. En 1986, elle devient cheffe du département de virologie et, depuis 2016, elle est la directrice de l'Institut,.
En 2009, elle co-rédige avec Michal B Nathan et Renu Dayal Drager, le livret de l'OMS consacré à la dengue.
Elle est présidente de la Société Cubaine de Microbiologie et de parasitologie, directrice du Centre de Collaboration de l'Organisation panaméricaine de la santé/OMS pour l'étude de la dengue et son contrôle. Elle est également membre de l'Académie des Sciences de Cuba, de The World Academy of Sciences et de l'Organisation pour les femmes en sciences pour le monde en développement. Elle fait partie du jury du Prix Unesco Carlos J. Finlay pour la microbiologie.
Son travail porte essentiellement sur l'étude de la dengue. Elle a également étudié les neuropathies epidémiques, la maladie à virus Zika, la grippe et le virus SARS-CoV-2.
En 2022 elle reçoit le prix L'Oreal UNESCO à des Femmes en Science pour son travail sur le traitement, la prévention et la pathogénèse de la dengue.

## Vie privée
Guzmán a été mariée à Gustavo Kourí de 1980 jusqu'à sa mort en 2011. Elle a également travaillé avec lui pendant cette période à l'Institut de Médecine Tropicale cofondé par le père de celui-ci, Pedro Kourí.

## Distinction et récompenses
- 2012 : Prix du mérite Scientifique du Ministère de Santé Publique de Cuba[2].
- 2022 : prix L'Oreal UNESCO à des Femmes en Science[1],[5]